# Tallinns djurpark

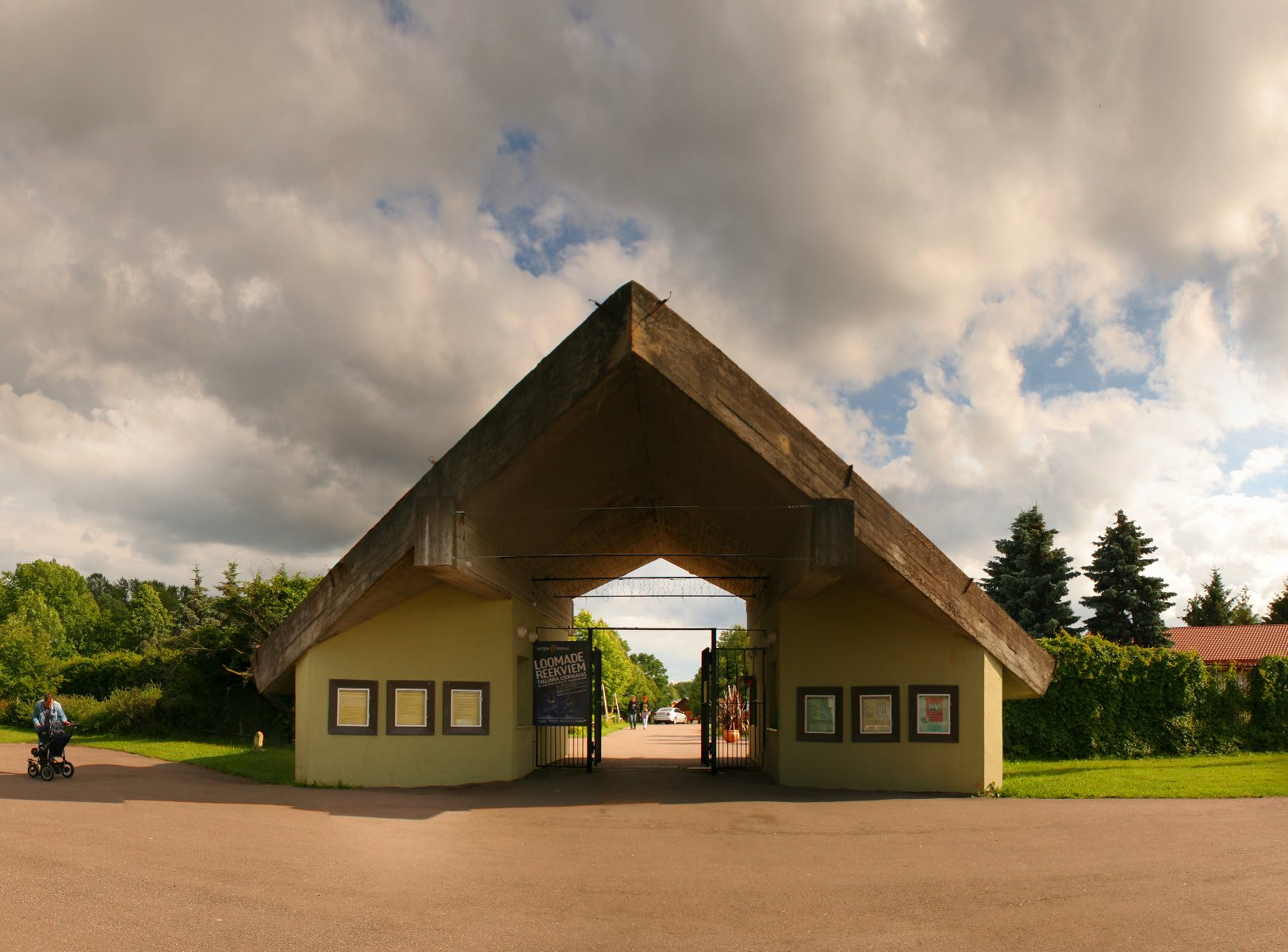
Zooets entré.

Tallinns djurpark eller Tallinns zoo, estniska: Tallinna Loomaaed, är Estlands enda djurpark och den mest besökta djurparken i Baltikum. Djurparken är belägen i stadsdelen Veskimetsa i västra Tallinn.
Djurparken öppnade ursprungligen 1939 i Kadriorgs slottspark i östra Tallinn. Det första djur som hölls i parken var ett lodjur vid namn Illu, vilket kom att bli djurparkens symbol. 1983 flyttade djurparken till den nuvarande anläggningen i Veskimetsa.

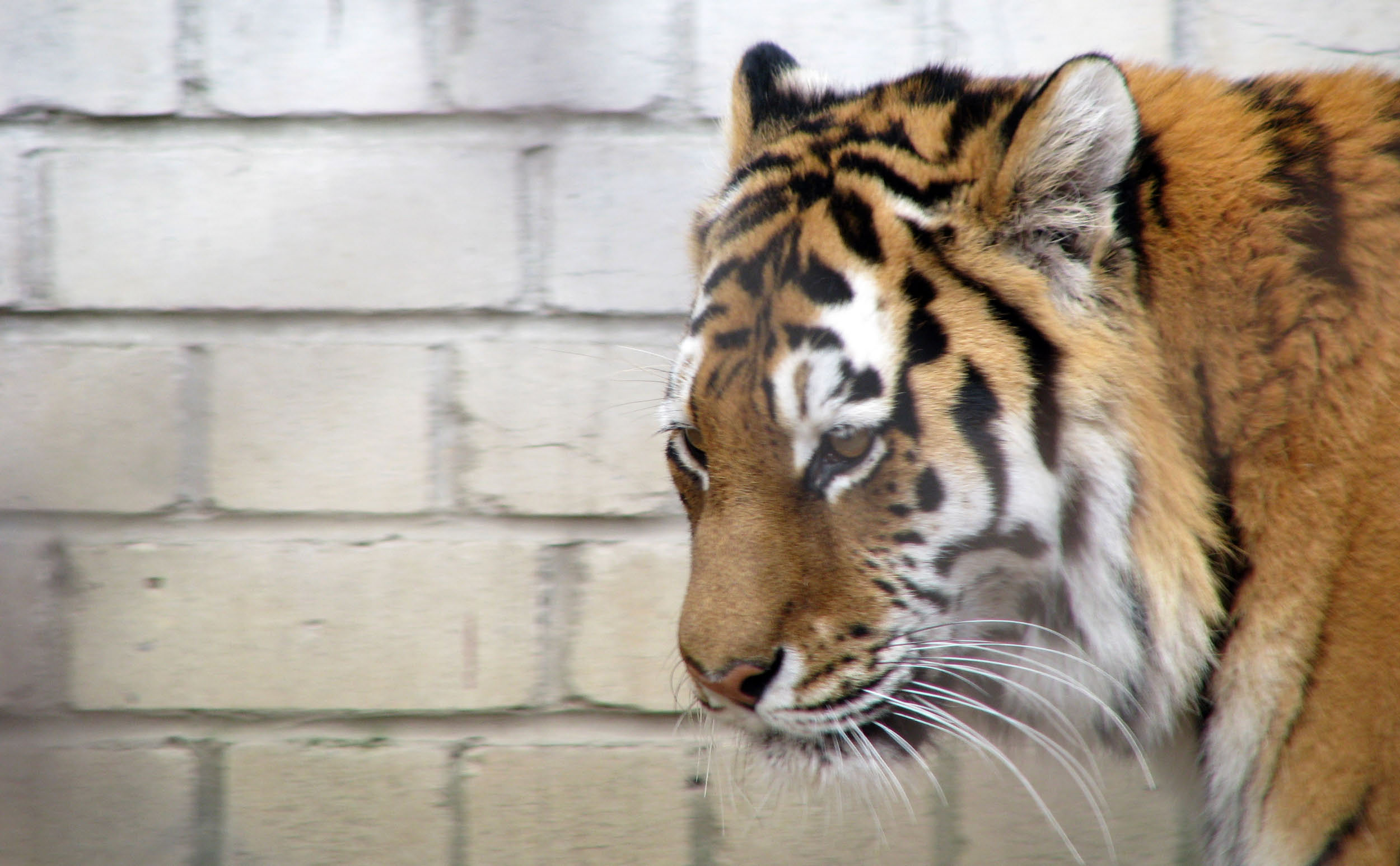
Amurtiger i Tallinns djurpark.

Tallinns djurpark är bland annat specialiserad på bergsgetter och bergsfår samt många arter av örnar och ugglor.